# آدینه نیک

آدینهٔ نیک یا جمعهٔ نیک یا آدینهٔ مقدس (به فرانسوی: Vendredi saint)(به انگلیسی: Good Friday) روز بزرگداشت مصلوب شدن و درگذشت مسیح است و گاهی با عید پسح یهودیان مصادف می‌شود. آدینه پاک رویدادی مهم در مسیحیت است، که نشان دهنده فداکاری‌ها، از خودگذشتگی‌ها، درد و رنج در زندگی عیسی مسیح است. این روز مربوط به هفتهٔ مقدسی است که عیسی در یکشنبهٔ نخل به بیت‌المقدس وارد شد و پس از دستگیری توسط سربازان رومی و تحمل مصائب و سختی‌ها بر فراز تپه گلکتا در اورشلیم به صلیب کشیده‌شد.
روز شنبه پس از آدینهٔ نیک، شنبه مقدس و یکشنبه دو روز پس از آدینهٔ نیک عید پاک است.